# Ľudovít Štúr
Ľudovít Velislav Štúr (Uhrovec, 28 oktober 1815 – Modra, 12 januari 1856) was een Slowaaks nationalistisch revolutionair, politicus, schrijver, dichter, historicus en als taalkundige de grondlegger van de Slowaakse standaardtaal. Štúr wordt gezien als een van de prominentste figuren in de Slowaakse geschiedenis en soms ook als stamvader van de Slowaken.

## Slowaakse taal
Štúr werd geboren te Zayugróc (Uhrovec) in hetzelfde huis waar later Alexander Dubček ter wereld zou komen. Hij studeerde te Presburg (Bratislava) en Halle. Van 1836 tot 1838 en van 1840 1843 doceerde hij aan het Evangelisch Lyceum in de eerstgenoemde stad, de hoofdplaats van de Slowaakse literaire en patriottische beweging.
Deze beweging, waarbij Štúr zich enthousiast aansloot, streefde aanvankelijk in overeenstemming met de ideeën van Ján Kollár naar een Tsjecho-Slowaakse eenheid en gebruik van het Tsjechisch. Van mening dat de Slowaken, wilden zij zich tegen de Hongaarse invloed kunnen weren, een eigen taal nodig hadden, verhief hij in 1843 echter het Middel-Slowaaks dialect tot nieuwe standaardtaal die alle Slowaken zou moeten verenigen. De Tsjechen beschouwden dit als cultureel separatisme, de Hongaren als verraad. In 1851 kwamen voorstanders van Štúrs taal en van de oude schrijftaal van Anton Bernolák een standaardtaal overeen die vrijwel identiek was aan Štúrs voorstel. Deze taal geldt tot op de dag van vandaag als standaard.
De Hongaarse autoriteiten ontsloegen hem in 1844. Naar aanleiding hiervan schreef Janko Matúška Nad Tatrou sa blýska, het huidige Slowaakse volkslied.

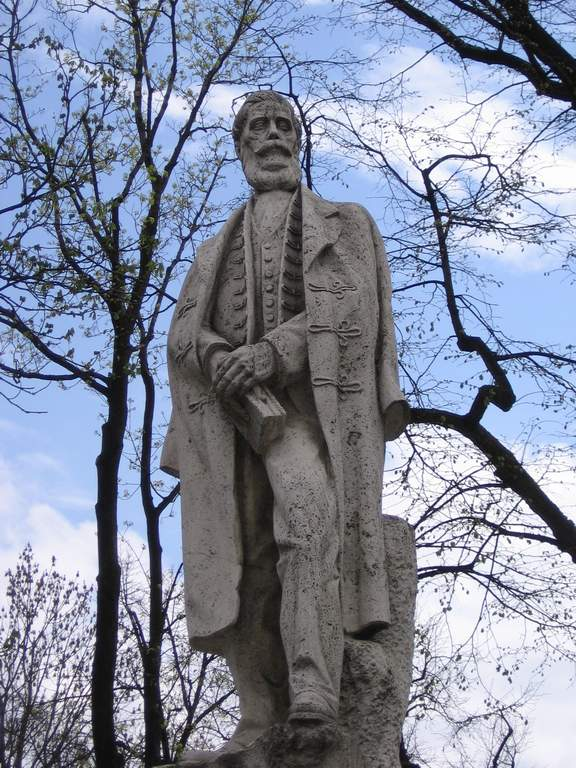
Monument Ľudovít Štúr te Levoča

## Politiek
Štúr werd in 1847 door Zólyom in de Hongaarse Landdag te Bratislava gekozen, waar hij voor de rechten van de Slowaken tegenover de Hongaren opkwam. In de Maartrevolutie van 1848/1849 leidde hij de Slowaakse vrijheidsstrijd en eiste hij federalisering van Hongarije en autonomie voor Slowakije. Premier Lajos Kossuth verwierp dit idee en noodzaakte de Slowaakse leiders te vluchten. Štúr zocht zijn toevlucht in Praag, waar hij aan het Panslavisch Congres deelnam. In 1849 maakte hij deel uit van de delegatie die keizer Frans Jozef I te Olomouc vergeefs verzocht Slowakije tot apart kroonland te maken.

## Laatste levensjaren
Later trok hij zich terug in Modra en leefde hij van zijn literaire werk. Daar schreef hij zijn Das Slawenthum und die Welt der Zukunft (Duitstalig, pas in 1993 in het Slowaaks verschenen) en patriottische gedichten en verzamelde hij Slowaakse liederen en sprookjes. Hij stierf op 12 januari 1856 na zich in 1855 bij de jacht verwond te hebben.
Slowakije eert Ľudovít Štúr met de in 1994 ingestelde Orde van Ľudovít Štúr.

## Trivia
- In 1948 werd de plaats Parkan (Slowaakse vertaling van het Hongaarse "Párkány") hernoemd tot Štúrovo. Dit was voor de etnisch Hongaarse bevolking van het stadje een vorm van slowakisering door de Slowaakse regering.